# Eyes on You
Eyes on You è un singolo del cantante britannico Jay Sean, il primo estratto dal primo album in studio Me Against Myself e pubblicato il 21 giugno 2004.
Il singolo ha raggiunto la sesta posizione della Official Singles Chart ed ha venduto oltre 60 000 copie nel Regno Unito.

## Tracce
Download digitale
1. Eyes on You – 3:45

CD 1
1. Eyes on You (Radio Mix)
2. Me Against Myself (Jay Sean vs Jay Sean)

CD 2
1. Eyes on You (Radio Mix)
2. Eyes on You (Video Mix)
3. Eyes on You (Rishi Rich Club Mix)
4. Eyes on You (Drew Mix)
5. Dance with You (Laxman Remix)
6. Eyes on You (Video)

## Classifica
| Classifica (2005) | Posizione massima |
| ----------------- | ----------------- |
| Paesi Bassi       | 32                |
| Classifica (2008) | Posizione massima |
| Europa            | 22                |
| Regno Unito       | 6                 |